# Mitra barbadensis
Mitra barbadensis är en snäckart som först beskrevs av Gmelin 1791.  Mitra barbadensis ingår i släktet Mitra och familjen Mitridae. Inga underarter finns listade i Catalogue of Life.